# Рішення (Європейський Союз)
Рі́шення або деци́зія (англ. Decision) — індивідуально-правовий акт, який ґрунтується на юридичних фактах і нормах права, адресований конкретним суб'єктам — державам-членам або приватним особам, і є обов'язковим для тих осіб, яким воно адресоване. Рішення є одним із трьох типів правових інструментів, які можуть застосовуватися відповідно до законодавства Європейського Союзу та можуть за конкретних умов мати юридично обов'язкові наслідки для осіб.
Рішення є обов'язковим у повному обсязі лише, якщо в самому рішенні визначає тих, кому воно адресовано, воно є обов'язковим лише для них. Рішення можуть бути адресовані державам-членам або окремим особам. Рада Європейського Союзу може делегувати повноваження приймати рішення Європейській комісії.
Законодавча процедура прийняття рішення різниться залежно від його предмета. Звичайна законодавча процедура вимагає згоди та дозволяє вносити поправки як Європейським Парламентом, так і Радою Європейського Союзу. Процедура погодження вимагає згоди як Парламенту, так і Ради, але Парламент може лише погоджувати або не погоджувати текст у цілому — він не може пропонувати поправки. Процедура консультації вимагає лише згоди Ради, а з парламентом лише консультуються щодо тексту. У деяких сферах, таких як політика конкуренції, Європейська комісія може самостійно приймати рішення.
Найчастіше рішення ухвалюються Європейською комісією щодо пропонованих злиттів і повсякденних сільськогосподарських питань (наприклад, встановлення стандартних цін на овочі).
Виходячи з прецедентного права, рішення можуть мати пряму дію, тобто на них можуть посилатися особи в національних судах.
Особи або «підприємства», яких стосується це рішення, матимуть «locus standi» для оскарження рішення, але вони повинні зробити це протягом 6 тижнів.

## Види
Рішення можуть бути юридично обов'язковими або юридично необов'язковими.

### Юридично обов'язкові
Рішення є юридично обов'язковими, коли приймаються спільно:
- Європейським Парламентом та Радою Європейського Союзу за звичайною законодавчою процедурою;
- Європейським Парламентом за участю Ради Європейського Союзу;
- Радою Європейського Союзу за участю Європейського Парламенту за спеціальною законодавчою процедурою.

### Юридично необов'язкові
У всіх інших випадках рішення не є юридично обов'язковими. Вони можуть бути прийняті, наприклад, Європейською радою, Радою Європейського Союзу або Європейською комісією. Юридично необов'язкові рішення можуть також набувати форми делегованих і імплементаційних актів. Також рішення, які не є юридично-обов'язковими, але визначають адресатів, яким вони адресовані, можуть мати силу повідомлення (одного з непоіменованих актів Європейського Союзу).

## Адресати
Адресатами можуть бути або держави-члени, як у випадку з рішеннями Європейської комісії про державну допомогу, або фізичні чи юридичні особи, такі як рішення Комісії щодо правил конкуренції, що застосовуються до суб'єктів господарювання. У разі прийняття рішень, адресованих фізичним або юридичним особам, вони набувають ознак, які суттєво схожі з ознаками адміністративного заходу національного законодавства.

## Спільна політика безпеки та оборони
Рішення ухвалюються у сфері Спільної політики безпеки та оборони. Так, відповідно до статті 22 Договору про Європейський Союз, Європейська рада ухвалює рішення щодо стратегічних інтересів Європейського Союзу.
Відповідно до статті 25 Договору про Європейський Союз, Рада Європейського Союзу ухвалює рішення щодо:
- дії, що мають бути здійснені Союзом (колишні Спільні дії[de])
- позиції, які мають бути прийняті Союзом (колишні Спільні позиції[pl]) та
- детальні правила виконання цих рішень.